# Scutiger adungensis
Scutiger adungensis és una espècie d'amfibi que viu a la Xina i, possiblement també, Myanmar.